# Explosiw
Explosiw är ett studioalbum av Siw Malmkvist, utgivet i augusti 1976 på skivmärket Metronome efter att ha spelats in i januari-maj samma år.
Detta blev hennes sista album på Metronome, innan hon bestämde sig för att lämna skivmarknaden. Hon har senare återkommit sporadiskt.

## Låtlista

### Sida A
1. Jag har en fågel - Torsten Wallin
2. Genom dimmor och dis (One Day in Your Life) - Renée Armand, Sam Brown, Marie Bergman
3. Jag vill ha slowfox igen (I Wanna Slow Dance Again) – Helms, Hirsch, Wayne
4. Jag låter bli dej (Heat Wave), - Lamont Dozier, Brian Holland, Eddie Holland, Bo Carlgren
5. Kalle me' felan - (Gösta Linderholm)
6. Jag gillar dans (I Love to Love) -James Bolden, Jack Robinson

### Sida B
1. Du kom hem (Welcome Back) -Sebastian John, Bobo Karlsson, Ingrid Larsson
2. I tid och rum (He Closes his Eyes)- Charles Fox, Bo Rehnberg
3. Känslor (Feelings) - Morris Albert, Patrice Hellberg
4. Min jord (Bravo monsieur le monde) -Michel Fugain, Kajenn
5. Endera dan (Some of these Days) - Shelton Brooks, Bo Carlgren
6. Sovsång - Totte Wallin

## Listplaceringar
| Lista (1976) | Topplacering |
| ------------ | ------------ |
| Sverige      | 38           |